# Kiełpin (powiat chojnicki)
Kiełpin (kaszub. Czełpink lub Czełpinkò, niem. Kelpin) – wieś w Polsce położona w województwie pomorskim, w powiecie chojnickim, w gminie Konarzyny.
W latach 1975–1998 miejscowość należała administracyjnie do województwa słupskiego. 
W okresie II Rzeczypospolitej stacjonowała tu placówka Straży Granicznej Inspektoratu Granicznego nr 7 „Chojnice”.
Inne miejscowości o nazwie Kiełpin: Kiełpin, Kiełpino, Kiełpiny, Kiełpinek